# Jena Microbial Resource Collection
Die Jena Microbial Resource Collection (JMRC, deutsch: Jenaer Mikroorganismen-Sammlung) ist eine Sammlung von mikrobiellen Kulturen für akademische Zwecke. Die JMRC gehört sowohl zum Leibniz-Institut für Naturstoff-Forschung und Infektionsbiologie – Hans-Knöll-Institut Jena als auch zum Institut für Mikrobiologie der Friedrich-Schiller-Universität Jena.

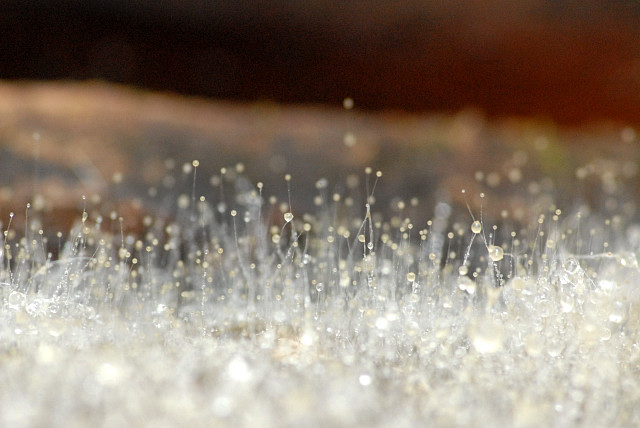
Der Pilz Mucor mucedo

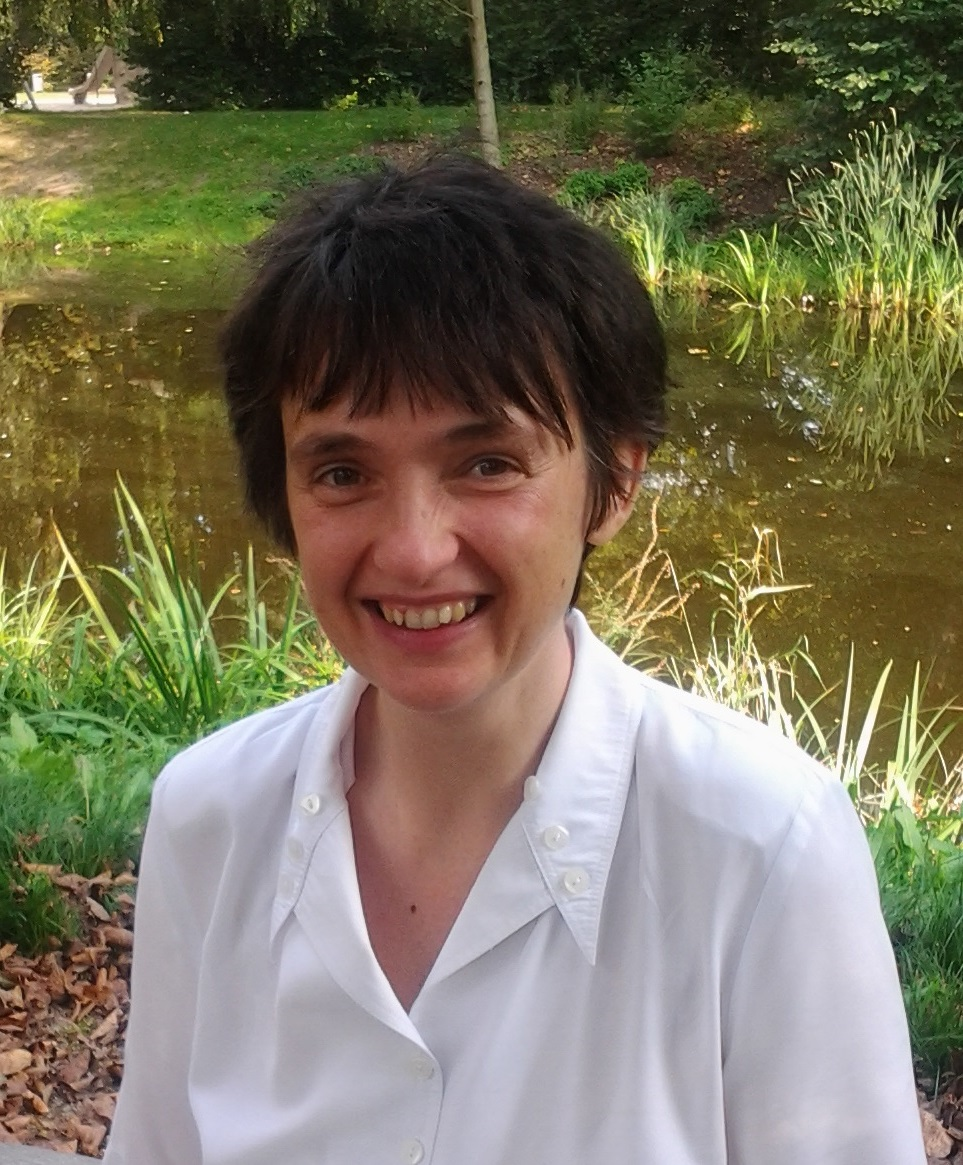
Kerstin Voigt, Leiterin der Jena Microbial Resource Collection

## Geschichte
Bereits in den 1950er Jahren gab es eine Pilzkulturensammlung der Universität Jena mit Sitz in Weimar. 1999 entstand daraus das Pilz-Referenz-Zentrum Jena. Die JMRC entstand im Oktober 2010 aus dem Zusammenschluss der Mikroorganismen- und Naturstoff-Sammlung des Hans-Knöll-Instituts und des Pilz-Referenz-Zentrums der Universität Jena.

## Inhalte, Ziel und Zweck der Sammlung
Mit ca. 15.000 Pilz-Isolaten und ca. 35.000 Bakterien-Isolaten ist die JMRC die größte Sammlung ihrer Art in Deutschland. Die Mikroorganismen werden als aktive Kulturen oder in Kryokonservierung gehalten.
Ziel und Zweck dieser Sammlung ist die Konservierung mikrobieller Ressourcen für das Screening von Naturprodukten und die Erforschung von Pathogenitätsmechanismen verschiedener Mykosen in Mensch und Tier.
Die JMRC ist eine Forschungseinrichtung, die nur zu bestimmten Tagen für die breite Öffentlichkeit zugänglich ist, z. B. zur Langen Nacht der Wissenschaften. Die Zusendung von Isolaten für Forschungszwecke kann von anderen akademischen Einrichtungen sowie von Firmen beantragt werden. Es wird in der Sammlung nicht nur Wert auf die Konservierung gelegt, sondern auch auf eine ausgiebige Beschäftigung mit aktuellen Forschungsgebieten der Mikrobiologie, speziell der Mykologie. Außerdem werden wissenschaftshistorische Themen bearbeitet, z. B. das Lebenswerk der Pilzforscherin Johanna Schultze-Wege.

## Beispiele von Isolaten
- Lichtheimia corymbifera, ein basaler Pilz, der im Menschen Mukormykosen hervorruft[2]
- Conidiobolus coronatus, ein basaler Pilz, der im Menschen Entomophthoromykosen hervorruft
- Parasitische Mucorales wie z. B. Parasitella parasitica und ihre Wirtsorganismen wie z. B. Absidia glauca (ebenfalls zu den Mucorales gehörend)

Zusammen mit zahlreichen in- und ausländischen Kooperationspartnern ist damit eine feste Basis für das Sammeln, Konservieren und Forschen geschaffen worden.
Leiterin der JRMC ist Kerstin Voigt.